# Saviour Machine
I Saviour Machine sono stati una band statunitense dedita ad un originale symphonic metal/gothic metal di stampo cristiano. Vennero fondati dai fratelli Eric e Jeff Clayton nel 1989 nel sud della California, Stati Uniti.
L'attività del gruppo fu fermata a causa delle condizioni di salute del cantante Eric Clayton, da tempo sofferente di esofago di Barrett, forma pre-cancerosa derivante dal reflusso gastroesofageo.
Erano comunque in corso i lavori per completare la magnum opus dedicata al libro dell'Apocalisse: Legend III:II: l'album fu pubblicato nel 2011.
I Saviour Machine affrontarono un mini tour americano e uno europeo nel 2011. Nel 2012 tornarono in Europa per tre concerti esclusivi, (Unplugged/Unmasked) dove la band suonò i suoi più grandi successi in versione acustica. La formazione vedeva il ritorno di Jeff Clayton, chitarrista, cofondatore e fratello del cantante. La band non è attualmente più attiva da allora.

## Formazione
- Eric Clayton - voce
- Charles Cooper - basso
- Jeff Clayton - chitarra
- Nathan Van Hala - pianoforte
- Sam West - batteria

### Ex componenti
- Carl Johan Grimmark - chitarra (1989-2001)
- Victor Deaton - batteria (2001)
- Chris Fee - batteria (1989-1992)
- Dean Forsyth - basso (1989-1995)
- Jayson Heart - batteria (1994-1998)
- Thomas Weinesjö - batteria (1993)

## Discografia

### Album in studio
- 1993 - Saviour Machine
- 1994 - Saviour Machine II
- 1997 - Legend - Part I
- 1998 - Legend - Part II
- 2001 - Legend - Part III:I
- 2011 - Legend - Part III:II

### Singoli
- 1998 - Behold a Pale Horse

### Live
- 1995 - Live in Deutschland
- 2002 - Live in Deutschland 2002